# 1964年インスブルックオリンピックのノルウェー選手団
1964年インスブルックオリンピックのノルウェー選手団（1964ねんインスブルックオリンピックのノルウェーせんしゅだん）は、1964年1月29日から2月9日までオーストリアのインスブルックで開催された1964年インスブルックオリンピックのノルウェー選手団、およびその競技結果。

## 概要
今大会は金メダル3個、銀メダル6個、銅メダル6個の合計12個のメダルを獲得した。
スピードスケートでは、クヌート・ヨハネッセンが前回1960年スコーバレーオリンピック男子10000mでの金メダル獲得に続き、今大会は男子5000mで金メダルを獲得した。

## メダル
| メダル | 選手名                       | 競技                   | 種目       |
| ------ | ---------------------------- | ---------------------- | ---------- |
| 金     | トルモト・クヌートセン       | ノルディック複合       | 男子個人   |
| 金     | トラルフ・エンヤン           | スキージャンプ         | 男子90m級  |
| 金     | クヌート・ヨハネッセン       | スピードスケート       | 男子5000m  |
| 銀     | ハラルド・グルンニンゲン     | クロスカントリースキー | 男子15km   |
| 銀     | ハラルド・グルンニンゲン     | クロスカントリースキー | 男子30km   |
| 銀     | トラルフ・エンヤン           | スキージャンプ         | 男子70m級  |
| 銀     | アルフ・イェストバン         | スピードスケート       | 男子500m   |
| 銀     | ペル・イバール・モエ         | スピードスケート       | 男子5000m  |
| 銀     | フレッド・アントン・マイエル | スピードスケート       | 男子10000m |
| 銅     | オーラヴ・ヨールデート       | バイアスロン           | 男子20km   |
| 銅     | トルゲイル・ブランツェ       | スキージャンプ         | 男子70m級  |
| 銅     | トルゲイル・ブランツェ       | スキージャンプ         | 男子90m級  |
| 銅     | ビリー・ハウイェン           | スピードスケート       | 男子1500m  |
| 銅     | フレッド・アントン・マイエル | スピードスケート       | 男子5000m  |
| 銅     | クヌート・ヨハネッセン       | スピードスケート       | 男子10000m |